# Ricardo Bandeira
Ricardo Bandeira (Rio de Janeiro, 1936 - São Paulo, 10 de outubro de 1995), foi um ator, diretor e mímico brasileiro.

## Biografia
Nome real: Everton Albuquerque de Oliveira. Considerado um dos maiores mímicos do Brasil, Bandeira trabalhou no teatro e no cinema por mais de 45 anos. Dirigiu filmes e espetáculos teatrais que fizeram sucesso no Brasil e no exterior. 
No cinema, seu maior sucesso foi O Menino Arco-Íris de 1983 com Paulo Autran, Lima Duarte, Antonio Fagundes e Dercy Gonçalves, que chegou a representar o Brasil no Festival de Veneza.
Escreveu e dirigiu a peça de sucesso Todo Mundo Nu. Seu último espetáculo teatral foi Carlitos no Circo em 1993.
Conquistou prêmios internacionais na Finlândia, em 1962, na Bulgária, em 1968, e na Inglaterra, em 1970, com Hamlet, na própria cidade de Shakespeare, Stratfordupon.
No Brasil recebeu o Troféu Mambembe por "Carlitos No Circo" em 1977. A Companhia de Mímica de Ricardo Bandeira recebeu o 4.º Prêmio APCT  em 1959. Em 1993, Ricardo Bandeira (Chaplin, Carlitos no Circo) foi indicado ao PRÊMIO APETESP, na categoria Trilha Sonora. 

## Obra

### Teatro
| Ano         | Título                              | Autoria             | Direção           | Nota.                                             |
| ----------- | ----------------------------------- | ------------------- | ----------------- | ------------------------------------------------- |
| 1949        | O Príncipe e o Lenhador             |                     |                   |                                                   |
| 1951        | O Avarento                          | Molière             | Procópio Ferreira |                                                   |
| 1951        | Escola de Maridos                   | Molière             | Procópio Ferreira |                                                   |
| 1952        | "O Demônio Familiar"                | José de Alencar     |                   |                                                   |
| 1953        | Deus Lhe Pague                      | Joracy Camargo      |                   |                                                   |
| 1958        | As Aventuras de Bonifácio           | Ricardo Bandeira    |                   |                                                   |
| 1958        | Pequena Homenagem a Charles Chaplin | Ricardo Bandeira    |                   |                                                   |
| 1959        | Novas Pantomimas de Bonifácio       | Ricardo Bandeira    |                   |                                                   |
| 1959        | A Seca                              |                     |                   |                                                   |
| 1960        | "Carnaval em Lá Maior"              | Ricardo Bandeira    |                   |                                                   |
| 1962        | "O Melhor é Rir"                    | Ricardo Bandeira    |                   |                                                   |
| 1963        | Um Americano em Moscou              | Ricardo Bandeira    |                   |                                                   |
| 1967        | Hamlet                              | William Shakespeare |                   |                                                   |
| 1971 - 1976 | Eu! Maiakovski                      | Ricardo Bandeira    |                   |                                                   |
| 1971 - 1976 | Eu! Beetoven                        | Ricardo Bandeira    |                   |                                                   |
| 1971 - 1976 | História da Incivilização           | Ricardo Bandeira    |                   |                                                   |
| 1971 - 1976 | O Que Fazer Com Minha Juventude     | Ricardo Bandeira    |                   |                                                   |
| 1971 - 1976 | Coração de Vidro                    | Ricardo Bandeira    |                   |                                                   |
| 1971 - 1976 | Ricardo III                         | Ricardo Bandeira    |                   | Criação livre sobre a obra de William Shakespeare |
| 1977        | Carlitos no Circo                   | Ricardo Bandeira    |                   | Agraciado com o Prêmio Mambembe de 1977           |
| 1980        | “O Jovem Karl Marx”                 | Ricardo Bandeira    |                   |                                                   |
| 1982-1983   | “Todo Mundo Nu”                     | Ricardo Bandeira    |                   |                                                   |

### Filmografia
| Ano  | Título                  | Notas |
| ---- | ----------------------- | ----- |
| 1980 | O Menino Arco-Íris      |       |
| 1953 | A Família Lero-Lero     |       |
| 1956 | A Pensão de Dona Estela |       |
|      | A Doutora É Muito Viva  |       |

### Televisão
| Ano  | Programa                                 | Emissora  | Notas |
| ---- | ---------------------------------------- | --------- | ----- |
| 1952 | “Grande Teatro Tupi das Segundas-Feiras” | TV Tupi   |       |
| 1955 | Tic-Tac O Amigão                         | TV Record |       |

### Literatura
| Ano | Livro          | Editora  | Notas |
| --- | -------------- | -------- | ----- |
|     | Eu! Maiakovski | Do Autor |       |